# No Nuclear War
A No Nuclear War egy 1987-es Peter Tosh reggae album.

## Számok
1. "No Nuclear War"
2. "Nah Goa Jail"
3. "Fight Apartheid"
4. "Vampire"
5. "In My Song"
6. "Lessons In My Life"
7. "Testify"
8. "Come Together"

## Külső hivatkozások
- https://web.archive.org/web/20071017055454/http://roots-archives.com/release/688